# Даргинский литературный язык
Даргинский литературный язык — один из даргинских языков, литературный язык даргинцев, является одним из государственных языков Республики Дагестан. Основан на акушинском диалекте севернодаргинского языка. Преподаётся в большинстве школ в традиционных районах проживания даргинцев, однако в целом владение им часто остаётся пассивным и он лишь ограниченно используется для общения между носителями разных даргинских языков. Чаще при общении каждый говорит на своём языке, либо при полном отсутствии взаимопонимания — на русском языке. Поэтому численность говорящих на нём оценить очень сложно.
На даргинском языке издаются республиканская газета «Замана», многочисленные районные газеты, журналы «Дагъиста хьунул адам» и «Лачин», альманах «Зурхъяб».

## Письменность
Письменность до 1928 года на арабской основе (хотя в 1860-70-х годах предпринимались попытки использования кириллицы), в 1928—1938 на латинской, с 1938 — на основе русской графики с использованием одного дополнительного знака I и многочисленных диграфов для обозначения специфических фонем дагестанских языков.

## Исследователи
- Мусаев, Магомед-Саид Мусаевич[6]

## Даргинская литература
На литературном даргинском языке писал ряд писателей и поэтов:
- Абдуллаев, Сайгид Нухкадиевич (1903—1952)
- Абу-Бакар, Ахмедхан Абакарович (наст. фам. Абакаров) (1931—1991)
- Алиев, Хабиб Микаилович (1940—1992)
- Багандов, Газимбег Курбанович (1941—1994)
- Вагидов, Абдулла Магомедович (1940)
- Гази, Амир Раджабович (наст. фам. Газимагомедов) (1940)
- Гамидов, Магомед Халимбекович (1930)
- Гасанов, Ильяс Гаджимагомедович (1934)
- Иминагаев, Азиз (1892—1944)
- Расулов, Магомед-Расул Расулович (1936)
- Мунги, Ахмед (1843—1915)
- Нуров, Рабадан (1889—1942)
- Рабаданов, Сулейман Рабаданович (1932)
- Рашидов, Рашид Меджидович (1928)
- Сукур Курбан (1848—1922)
- Шапиева, Умурахиль Магомедовна (1924)
- Юсупов Газимагомед Джабралилович (1941—2015)